# Hozije Kordovski
Hozije Kodrovski (256. – 359.), glavni biskup na Prvom nicejskom saboru i biskup Kordove.

## Životopis
Hozije Kordovski rodio se 256. u Egiptu. Za svećenika je zaređen 295., a te iste godine postaje biskupom Kordove. Nakon što je na snagu stupio Milanski edikt, pokušavao je s ostalim biskupima obnoviti Crkvu, pa je car Konstantin I. 323. sazvao Prvi nicejski sabor na kojem je bio glavni predstavnik Crkve tj. glavni koncilski otac. Na tom koncilu donesene su sljedeće odluke:
- osuđeno arijanstvo
- slavljenje uskrsa
- Melecijev raskol

Nakon duge borbe s arijevcima koji su ga držali u progonstvu, dopušteno mu je da se vrati u svoju biskupiju, gdje je umro u 103. godini života postigavši velike borbe protiv krivovjera.